# 达滕贝格
达滕贝格是德国莱茵兰-普法尔茨州的一个市镇。总面积9.33平方公里，总人口1557人，其中男性759人，女性798人（2011年12月31日），人口密度167人/平方公里。